# Forn de la costa del Pont
El Forn de la costa del Pont és una obra de Pont de Molins (Alt Empordà) inclosa a l'Inventari del Patrimoni Arquitectònic de Catalunya. Situat al sud-oest del nucli urbà de la població de Pont de Molins, a la riba esquerra de la Muga, a la zona de la costa del Pont.

## Descripció
Edifici de planta més o menys rectangular amb la coberta plana, format per dues grans cambres circulars descobertes, que actualment es troben delimitades per un enreixat de ferro. Cada estructura presenta un accés disposat en esbiaix cobert amb una petita volta de canó, que conserva restes de l'encanyissat utilitzat per bastir-la. L'estructura presenta dos contraforts de reforç i diverses refeccions fetes amb maons i totxos.
La construcció és bastida en pedra de diverses mides sense treballar, lligada amb morter de calç. Alguns trams del parament encara conserven restes d'un revestiment arrebossat.

## Història
Es coneix l'existència d'uns vells recs situats a la mateixa zona que l'element, que actualment reguen una zona d'horta.